# Baranello
Baranello – miejscowość i gmina we Włoszech, w regionie Molise, w prowincji Campobasso.
Według danych na rok 2004 gminę zamieszkiwało 2636 osób, 109,8 os./km².